# Stigmatomma zwaluwenburgi
Stigmatomma zwaluwenburgi es una especie de hormiga del género Stigmatomma, familia Formicidae. Fue descrita científicamente por Williams en 1946.
Se distribuye por Estados Unidos, isla de Navidad y Fiyi. Se ha encontrado a elevaciones de hasta 300 metros. Vive en microhábitats como la hojarasca.